# Ellen Anderson Gholson Glasgow

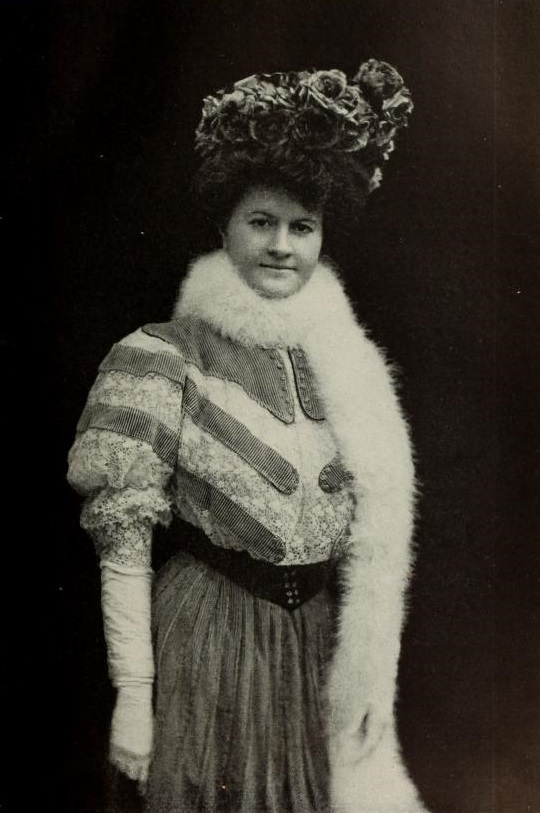
Retrato de Ellen Glasgow por Aimé Dupont

Ellen Anderson Gholson Glasgow (Richmond, Virginia, 22 de abril de 1873-Ibidem, 21 de noviembre de 1945) fue una escritora estadounidense.

## Vida
Desde 1897 Glasgow escribió veinte novelas y muchos cuentos, que tratan frecuentemente de la vida cotidiana en Virginia. Tuvo una gran amistad con el escritor James Branch Cabell, En 1942 recibió el Premio Pulizer. 
Después de su muerte, el 21 de noviembre de 1945, fue enterrada en el cementerio Hollywood en Richmond.

## Obra

### Novelas
- The Descendant (1897)
- Phases of an Inferior Planet (1898)
- The Voice of the People (1900)
- The Battle-Ground (1902)
- The Deliverance (1904)
- The Wheel of Life (1906)
- The Romance of a Plain Man (1909)
- Virginia (1913)
- The Builders (1919)
- The Past (novel) (1920)
- One Man In His Time (novel) (1922)
- Barren Ground (1925)
- The Romantic Comedians (1926)
- They Stooped to Folly (1929)
- The Sheltered Life (1932)
- Vein of Iron (1935)
- In This Our Life (1941) (Premio Pulitzer de Novela 1942), traducida en español como En esta vida nuestra.

### Colecciones
- The Shadowy Third, and Other Stories (1923).[2]
- The Collected Stories of Ellen Glasgow (12 stories, pp. 24-253), con una introducción del editor (pp. 3-23).[3]